# ساتورن (أسطورة)

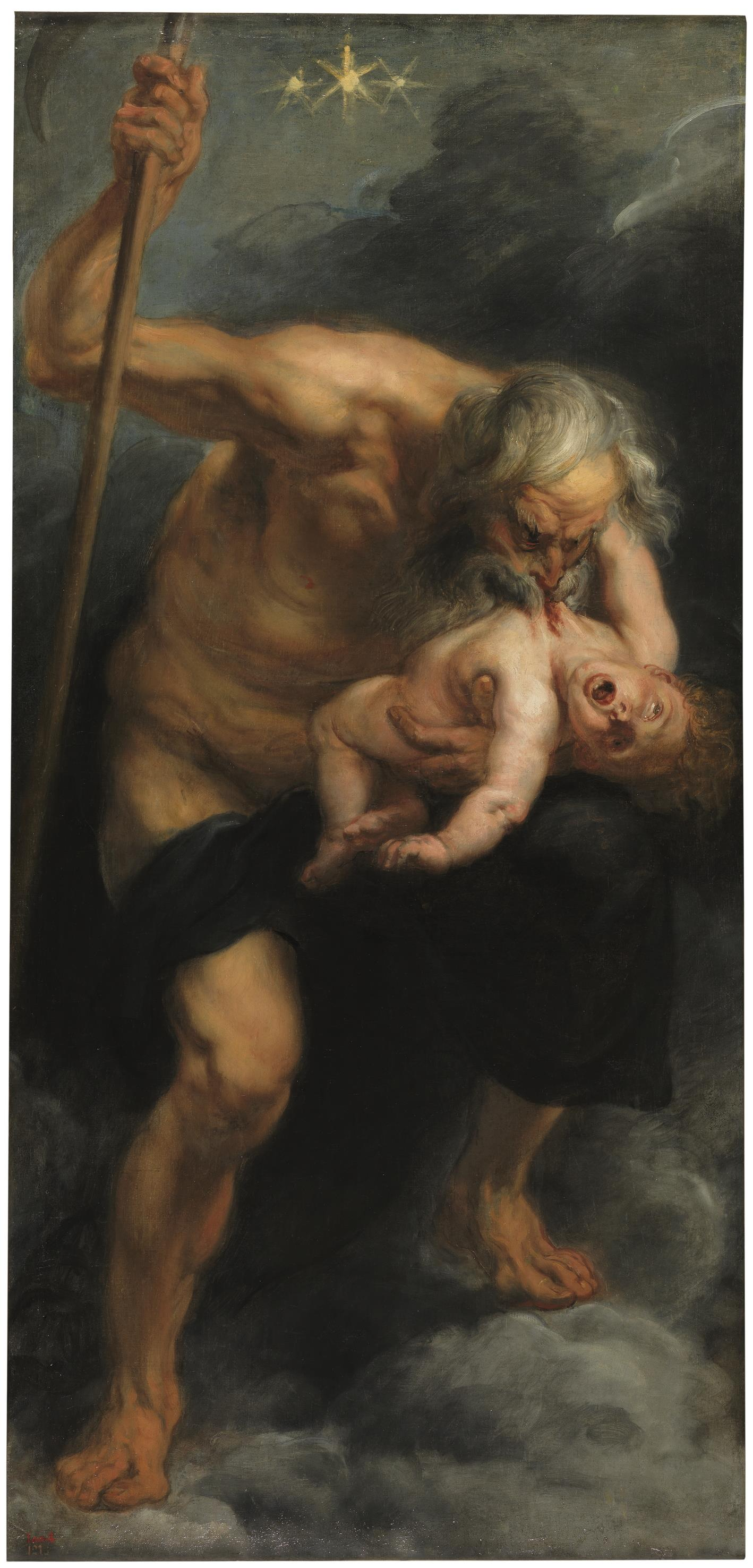
لوحة ساتورن يلتهم ابنه بريشة بيتر بول روبنس من عام 1636، متحف ديل برادو - مدريد

ساتورن أو ساتُرن(Saturn) إله قديم في الأساطير الرّومانية، ويزعم قدماء الرّومان أنَّّه إله الخصوبة والزراعة، وتحكى عنه بعض الأساطير. وكان اسمه أتروسكان أصلاً، وكانت له شخصيته المستقلة في أول الأمر، إلاّ أنّ الرّومان نسبوه إلى إله الإغريق كرونوس فيما بعد، وكانت زوجته أوبس إلاهة الخصوبة والحصاد.
وكان الرّومان يحتفلون به في كلّ عام في مهرجان يُسمى عيد الإله ساتورن. وكانت الاحتفالات تبدأ في يوم 17 ديسمبر وتستمر لمدّة أسبوع. وتُغلق المدارس أثناء تلك الفترة، ويتوقّف العمل فيها، ولا يعاقب المجرمون، وتوقف القوات الرومانية شن الحروب، ويتساوى العبيد مع الأحرار، وتتعطل القوانين التي تنظم السلوك العام، ويشترك كلّ المواطنين في احتفالات تتميَّز بالعنف والعربدة.
ويعتقد بعض العلماء أن العادات المتبعة الآن في أعياد الميلاد جاءت من الاحتفالات بعيد الإله ساتورن، مثل إقامة الولائم ومنح الهدايا.